# Jan Joseph Packbiers
Jan Joseph „Joep“ Packbiers (* 19. Januar 1875 in Nuth, Limburg; † 8. Dezember 1957 in Maastricht) war ein niederländischer Bogenschütze.
Packbiers nahm an den Olympischen Spielen 1920 in Antwerpen teil und gewann mit der Mannschaft eine Goldmedaille im Wettbewerb Bewegliches Vogelziel, 28 Meter. Sein Heimatverein war De Tunnel Maastricht.